# Popůvky (okres Brno-venkov)
Popůvky jsou obec v okrese Brno-venkov v Jihomoravském kraji. Rozkládají se v katastrálním území Popůvky u Brna, v Bobravské vrchovině. Zástavbu obce jako jedinou protíná na své trase dálnice D1 z Prahy do Brna. Severní část obce (ulice Pod Vinohrady) je zcela srostlá s osadou Veselka, patřící k sousední obci Troubsku. Žije zde přibližně 1 800 obyvatel.

## Geografie
Popůvky leží 12 km jihozápadně od středu Brna pod zalesněnými kopci Bobravské vrchoviny. Katastrální území má rozlohu 746 hektarů. Nejvyšší bod u Kývalky je ve výšce 434 m n. m. Kopce jižně od obce mají nadmořskou výšku 364 m (Lísek) a 428 m (Popůvecký vrch), severně položené Frejdy či Frédy 367 m, Baba na západě 424 m. Výměra lesů činí celkem 426 hektarů. Přes obec teče Troubský a Augšperský potok, na kterém se nachází Horní a Dolní rybník, jež mají rozlohu 13,72 hektarů.

## Název
Vesnice se původně jmenovala Popovice. Bylo na ni přeneseno původní označení jejích obyvatel popovici – „lidé náležející popovi“ (pop bylo ve staré češtině označení pro nižšího kněze či kněze obecně). Protože existovalo i osobní jméno Pop, není jisté, že označení obyvatel a vsi se odvinulo od poddanství církvi. Z roku 1570 je poprvé doložena zdrobnělina Popůvky.

## Historie
První písemná zmínka o obci pochází z roku 1349.
Na počátku 17. století zde bylo 13 domů, 3 z nich byly po třicetileté válce pusté. V roce 1750 zde bylo už 30 domů s 165 obyvateli, roku 1834 to už bylo 35 domů a 199 obyvatel.
Od roku 1850 do 70. let 19. století byly Popůvky součástí Troubska.
V letech 2006–2010 působila jako starostka Jitka Polášková, od roku 2010 tuto funkci zastává Miluše Červená.

## Obyvatelstvo
| 1869 | 1880 | 1890 | 1900 | 1910 | 1921 | 1930 | 1950 | 1961 | 1970 | 1980 | 1991 | 2001 | 2011  |
| ---- | ---- | ---- | ---- | ---- | ---- | ---- | ---- | ---- | ---- | ---- | ---- | ---- | ----- |
| 237  | 258  | 282  | 320  | 364  | 394  | 537  | 589  | 615  | 623  | 584  | 536  | 599  | 1 371 |

## Doprava
Obcí prochází dálnice D1 a silnice II/602 v úseku Brno – Popůvky – Kývalka. Na území dále zasahují silnice III. třídy:
- III/3946 Omice – Troubsko
- III/3947 Popůvky – Troubsko
- III/6021 spojka mezi II/602 a III/3842

## Pamětihodnosti
- Kaple svatého Jana Nepomuckého
- Pamětní deska Wilhelma Puttika

## Galerie

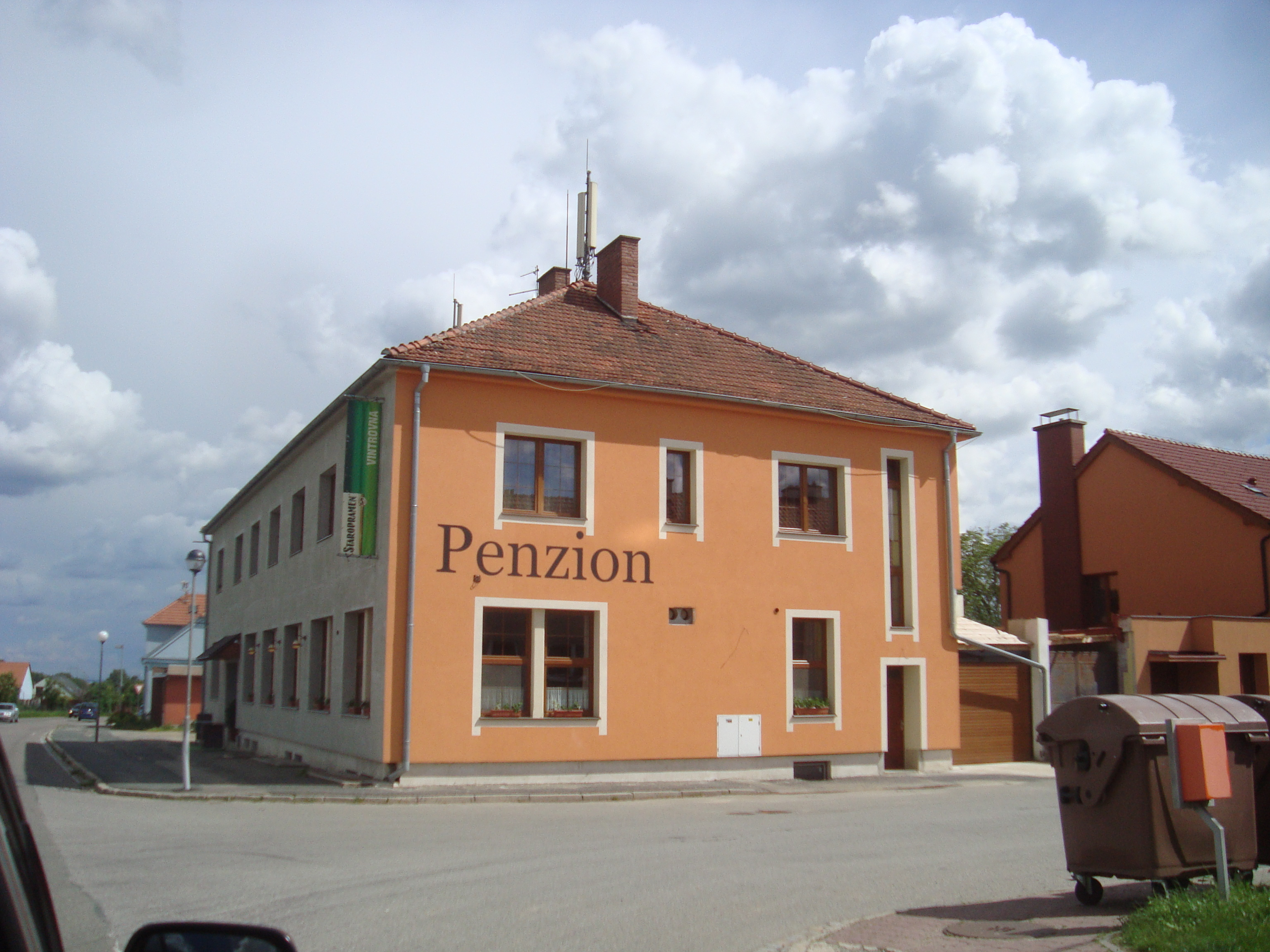
Penzion Vintrovna
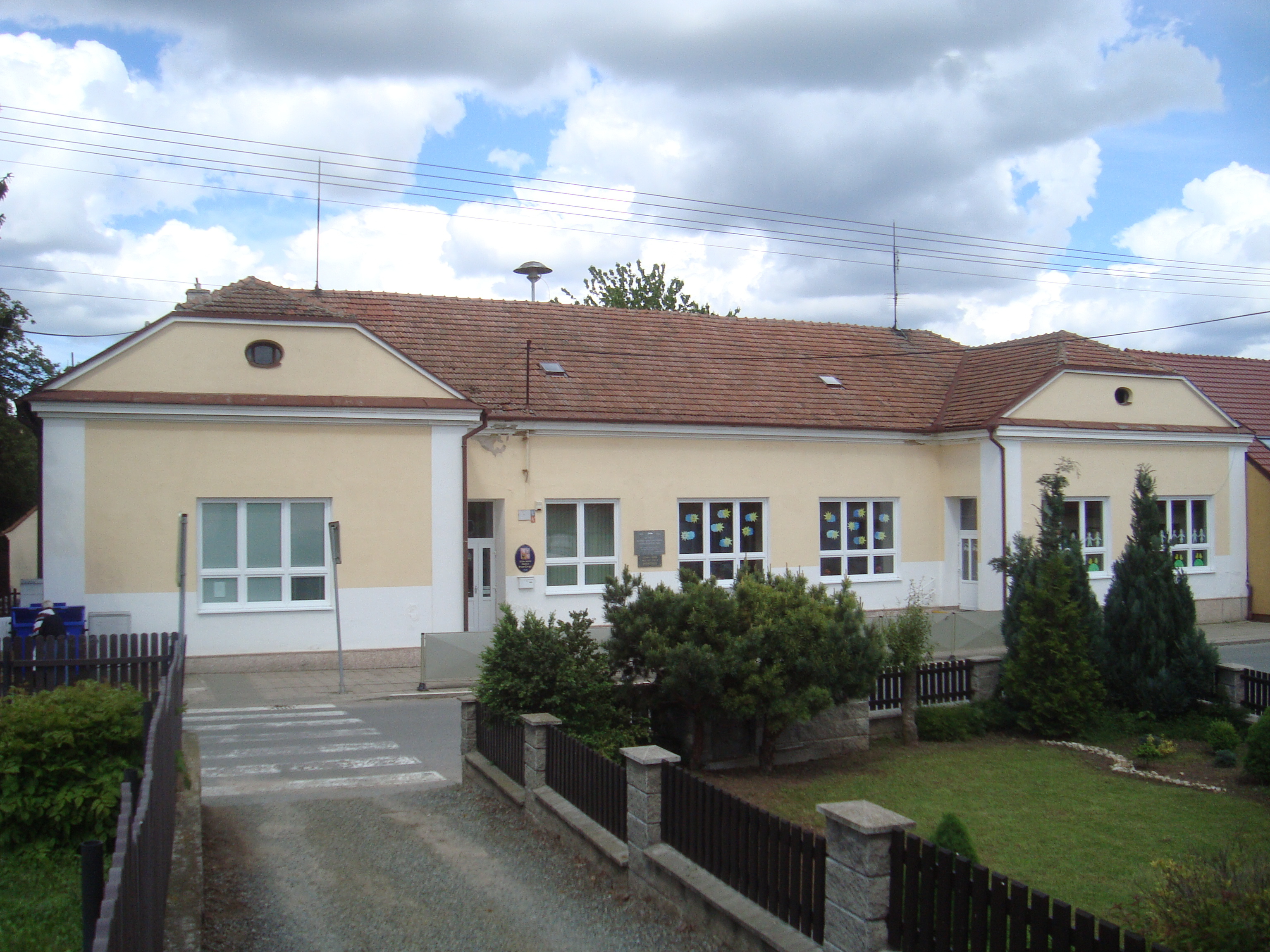
Škola
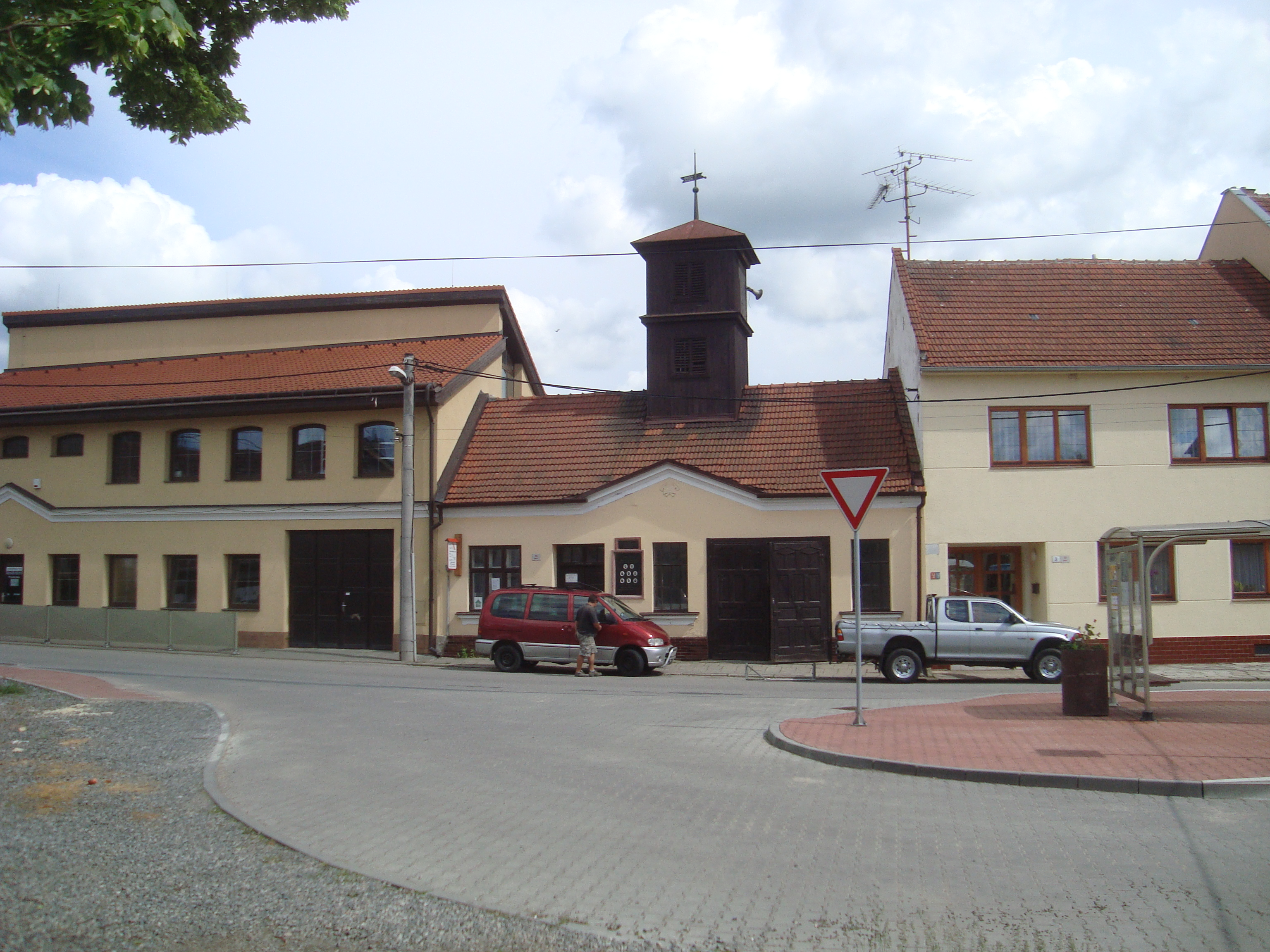
Bývalá hasičská zbrojnice
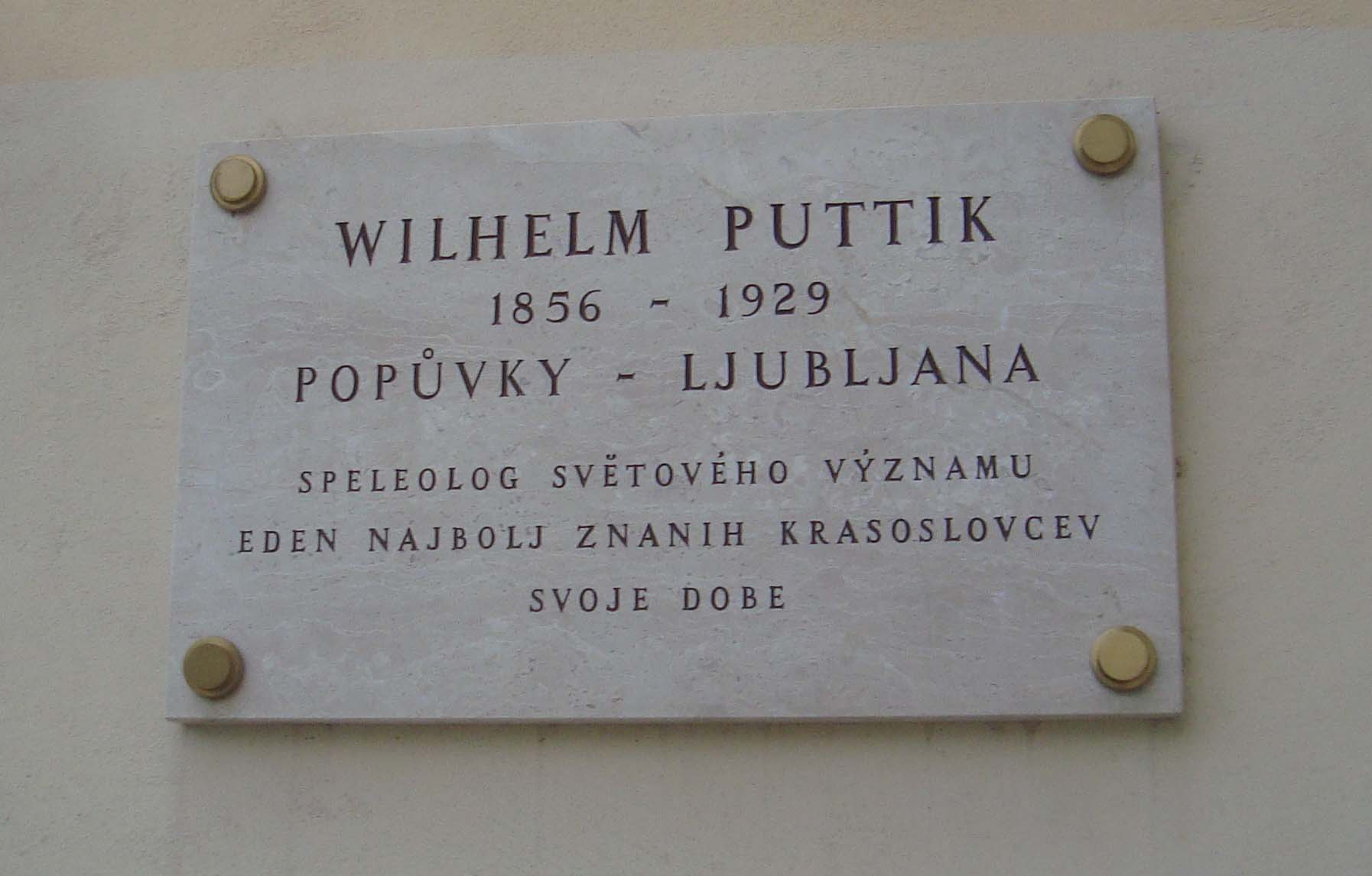
Pamětní deska
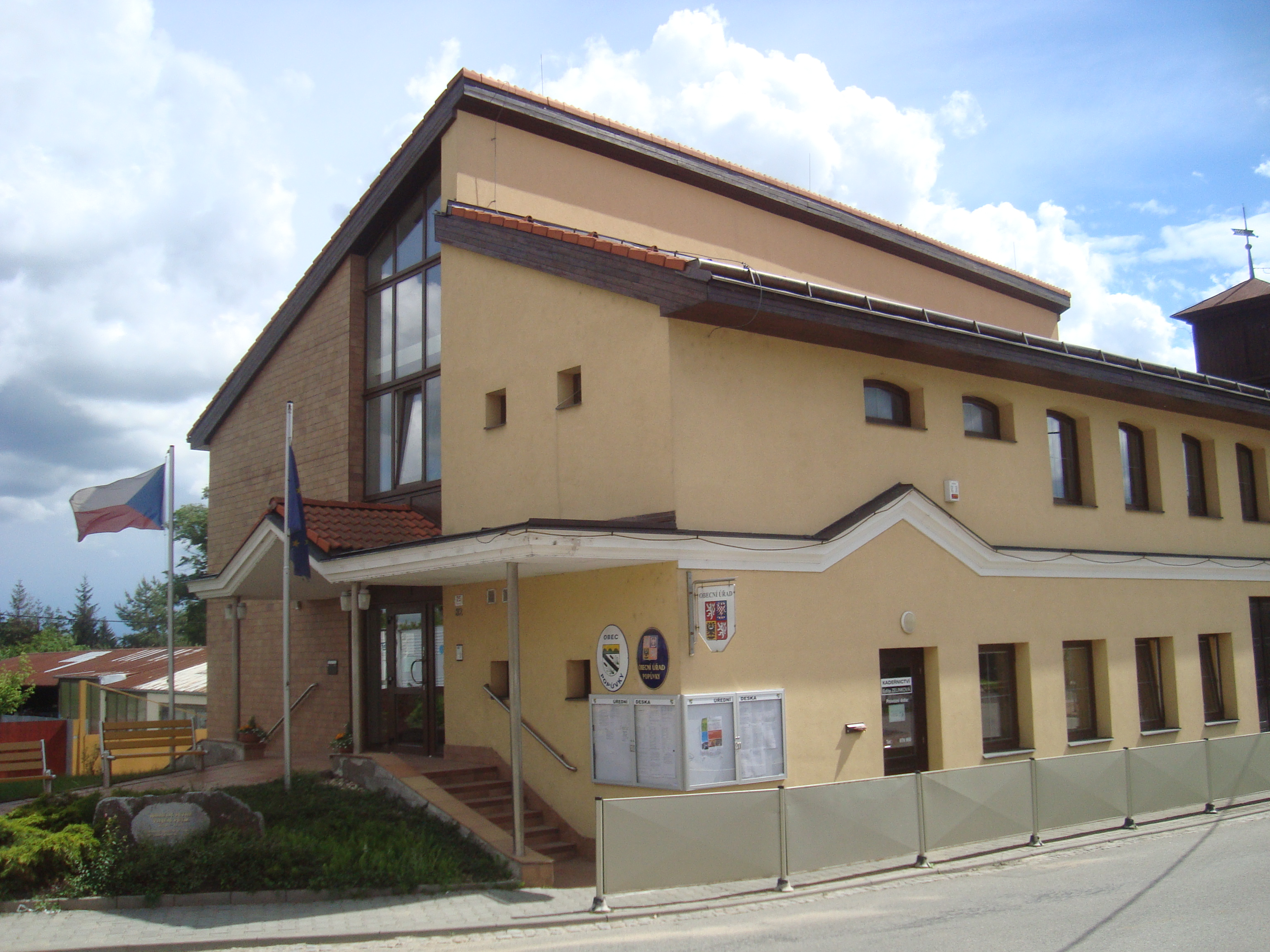
Obecní úřad

## Významní rodáci
- Wilhelm Puttik (1856–1929), lesní inženýr a speleolog